# 三汇彩亭
三汇彩亭，是四川省渠县的民间传统艺术，距今已有200多年历史，2008年“三汇彩亭会”获国家级非物质文化遗产名录。

## 艺术风格
三汇彩亭始于清朝初年，盛于清朝中后期至民国年间，其艺术的形式在有着深厚的文化底蕴、丰富的民俗内涵和广泛的群众基础。融合了铁工、木工、缝纫、建筑于一体，综合运用绘画、文学、雕刻、杂技、魔术为一体，是四川东部地区知名的民间艺术。

## 表演形式
三汇彩亭是在约4平方米的平台上，竖立一根铁杆，杆上支架横伸斜展。根据中国传统的戏剧、文学中的人物形象表现出来。用特殊的道具、服装从戏文或生活中提炼的人物、搭建3至5层，高8至10米的人物形象的内容，八名男子齐步慢走抬着“亭子”沿街巡演。